# Ape in Pink Marble
Ape in Pink Marble è il nono album in studio del musicista statunitense Devendra Banhart, pubblicato nel 2016.

## Tracce
1. Middle Names – 3:28
2. Good Time Charlie – 2:06
3. Jon Lends a Hand – 2:33
4. Mara – 3:13
5. Fancy Man – 2:29
6. Fig in Leather – 3:13
7. Theme for a Taiwanese Woman in Lime Green – 4:23
8. Souvenirs – 2:59
9. Mourner's Dance – 3:18
10. Saturday Night – 4:23
11. Linda – 5:56
12. Lucky – 2:49
13. Celebration – 2:56